# Pugettia
Pugettia is een geslacht van kreeftachtigen uit de klasse van de Malacostraca (hogere kreeftachtigen).

## Soorten
- Pugettia dalli Rathbun, 1894
- Pugettia elongata Yokoya, 1933
- Pugettia foliata (Stimpson, 1860)
- Pugettia gracilis Dana, 1851
- Pugettia hubbsi Garth, 1958
- Pugettia incisa (De Haan, 1839)
- Pugettia intermedia Sakai, 1938
- Pugettia kagoshimensis Rathbun, 1932
- Pugettia leytensis Rathbun, 1916
- Pugettia marissinica Takeda & Miyake, 1972
- Pugettia mindanaoensis Rathbun, 1916
- Pugettia minor Ortmann, 1893
- Pugettia nipponensis Rathbun, 1932
- Pugettia ogasawaraensis Komatsu, 2011
- Pugettia pellucens Rathbun, 1932
- Pugettia producta (Randall, 1840)
- Pugettia quadridens (De Haan, 1839)
- Pugettia richii Dana, 1851
- Pugettia similis Rathbun, 1932
- Pugettia tasmanensis Richer de Forges, 1993
- Pugettia venetiae Rathbun, 1924
- Pugettia vulgaris Ohtsuchi, Kawamura & Takeda, 2014